# 園部川 (京都府)
園部川（そのべがわ）は、京都府南丹市園部町から八木町までを流れる淀川二次支流の河川。桂川の支流。上流部の大河内から天引までの区間は天引川とも呼ばれている。

## 地理
園部川は、深山山麓に発し、園部町大河内で通天湖（ダム湖）を成し、そこから園部町法京までの渓谷はるり渓（国指定名勝）と称される。通天湖より下流の大河内氷畑が一級河川の起点で、るり渓を北流し、京都府道・大阪府道54号園部能勢線沿い蛇行しながら、法京、天引、竹井、仁江、船阪、黒田、横田、河原町を貫流後、園部町の市街地を流れてから国道9号に沿って南東に流れ、八木町美里・鳥羽で桂川（大堰川）の右岸に注ぐ。

### 主な沼湖
- 通天湖（別名：るり湖）

### 主な渓谷
- 瑠璃渓（るり渓）

### 主な支流
- ノロ川
- 法京北川
- 堂ノ谷川
  - 中山川
- 倉ヶ谷川
- 奥山川
  - サイ谷川
- 嶽川
  - 八阪川
- 四人持川
- 広瀬谷川
- 大阪谷川
- 九鬼谷川
- 塚原川
- イヤ谷川
- 船阪川（船坂谷川）
- 本梅川
  - 南川
  - 北条川
    - 五坪川

  - 苔川
  - 北川
  - 神田川
  - 音羽川
  - 藪田川
  - 宮ノ谷川（宮の谷川）
    - 室谷川
    - 菖蒲谷川

  - 蛇ヶ谷川
  - 奈良ヶ谷川
  - 八田川
    - 芋掘谷川
    - 西埴生川

  - 長谷川
  - 奥の谷川
  - 高原川
- 大谷川
- 谷ノ奥川
- 木崎川
  - 上木崎川
- 半田川
  - きみ谷川
  - 宮ノ谷川
  - 石ヶ坪谷川
- 天神川
  - 東ブロ川
  - 野本川
  - 天神川放水路
- 陣田川
  - 熊崎谷川
  - 熊崎川
  - 太久羅谷川
  - 横尾川
  - 山田川
  - 曾我谷川
- 板野川

### 流域の村
南丹市
- 園部町
  - 西本梅地域
    - 殿谷
    - 埴生
    - 南八田
    - 天引
    - 法京
    - 大河内
    - 南大谷
    - 若森

  - 摩気地域
    - 竹井
    - 仁江
    - 船阪
    - 大西
    - 宍人
    - 半田
    - 口人
    - 口司

  - 川辺地区
    - 船岡

  - 元町地区
    - 宮町
    - 上本町
    - 本町
    - 若松町
    - 新町

  - 元村地区
    - 小山東町
    - 南丹市営向河原団地
    - 京都府営向河原団地
    - 小山西町
    - 栄町
    - 美園町
    - 小桜町
    - 城南町
    - 横田
    - 黒田

  - 桐ノ庄地区
    - 上木崎町
    - 河原町
    - 木崎町
    - 内林町
    - 瓜生野
    - 熊崎
    - 新堂
    - 千妻
    - 曽我谷
- 八木町
  - 吉富地域
    - 池ノ内
    - 木原
    - 室河原
    - 美里
    - 鳥羽

亀岡市
- 西部地区
  - 本梅町
    - 西加舎
    - 東加舎
    - 井手
    - 平松
    - 中野

  - 宮前町
    - 宮川
    - 神前
    - 猪倉
    - 湯の花平

  - 東本梅町
    - 中野
    - 赤熊
    - 東大谷
    - 生子田
    - 松熊
    - 大内
    - あせび（馬酔木の里）

## 主な橋梁
園部川にある主な橋は、上流から順に次の通りである。
- つうてんばし　　 – 園部町大河内
- 陰道橋　　　　　 – 園部町大河内[4]
- 双龍淵吊橋　　　 – 園部町大河内
- 氷畑橋　　　　　 – 園部町大河内
- 瑠璃渓橋　　　　 – 園部町大河内
- 大河内橋　　　　 – 園部町大河内
- かわちはし　　　 – 園部町大河内
- 法京ゆず二号橋　 – 園部町法京
- 法京ゆず一号橋　 – 園部町法京
- 天引大橋　　　　 – 園部町天引
- 天引橋　　　　　 – 園部町天引
- 地蔵橋　　　　　 – 園部町竹井
- 井戸替橋　　　　 – 園部町竹井
- 摩気橋　　　　　 – 園部町竹井
- 篠田橋　　　　　 – 園部町竹井
- 神崎橋　　　　　 – 園部町仁江
- 神屋橋　　　　　 – 園部町仁江
- 坂田橋　　　　　 – 園部町仁江
- 船阪橋　　　　　 – 園部町船阪
- 黒田橋　　　　　 – 園部町黒田
- 新黒田橋　　　　 – 園部町黒田
- 新横田橋　　　　 – 園部町河原町
- 横田橋　　　　　 – 園部町河原町
- 園部大橋　　　　 – 園部町河原町
- 宝福寺橋　　　　 – 園部町木崎町
- 常盤橋　　　　　 – 園部町木崎町
- 園榮橋　　　　　 – 園部町木崎町
- 園正橋　　　　　 – 園部町木崎町
- 園部かわせみ大橋 – 園部町木崎町
- 駅前橋　　　　　 – 園部町小山東町
- 大美谷橋　　　　 – 八木町室河原
- 神田橋　　　　　 – 八木町美里
- 美室橋　　　　　 – 八木町美里

## 漁業権
大堰川漁業協同組合の漁業権（第5種共同漁業権）の区域となっている。

## 流域にある水道施設
上水道
- 天引水道施設 – 園部町天引
- 船阪水道施設 – 園部町船阪
- 法京水道施設 – 園部町法京

下水道 
- 西部浄化センター – 園部町黒田
- 大河内地区農業集落排水処理施設 – 園部町大河内
- 天引地区農業集落排水処理施設 – 園部町天引
- 向河原ポンプ場 – 園部町小山東町

## 観測地
水質測定地
京都府公共用水域水質測定地点
- 神田橋 – 八木町室河原。地点記号024-01。環境基準類型Aイ

南丹市水質検査採水場所
- 大河内 – 通天湖下渓流入口
- 法京　 – 法京公民館裏側
- 竹井　 – 摩気神社付近
- 河原町 – 園部大橋上流
- 木崎町 – ライスセンター付近

水位観測地
- 京都府小山観測所 – 園部町小山東町藤ノ木。テレメーター
水防団待機水位 – 0.5m
はん濫注意水位 – 1.4m
避難判断水位　 – 2.0m
氾濫危険水位　 – 2.6m

雨量観測地
- 気象庁園部観測所　　 – 園部町黒田1号
- 国土交通省園部観測所 – 園部町大河内。テレメーター
- 京都府園部観測所　　 – 園部町小山東町藤ノ木
- 京都府船阪観測所　　 – 園部町船阪北ノ谷

ライブカメラ
- 南丹市ライブカメラ　　　　 – 園部公園
- 南丹市ライブカメラ　　　　 – 本梅川との合流地点
- 国土交通省園部川竹井カメラ – 園部町竹井伊ノ谷
- 京都府河川防災ライブカメラ – 園部町小山東町（小山観測所）

## 重要水防区域・河川重点警戒箇所
重要水防区域
- 園部町竹井－今井の400m
- 園部町横田－小山東町・新町の2,850m・2,000m
- 八木町室河原－美里の700m

河川重点警戒箇所
- 園部町河原町（山付－黒田橋）の900m
- 園部町河原町（国道9号－横田橋）の500m
- 八木町鳥羽（桂川合流点）－木原（国道9号の接点）の1,400m

## 歴史

### 大改修工事
小麦山（子向山）に築かれていた園部城は、北側の園部川と西側の半田川を天然の堀として利用していた。町場の用地拡大と陣屋の防御的な効果も得るために、東流していた園部川を弓状に北へ迂回させる工事を行ったとされ、家並みも枡形になった。その名残として藩主小出吉親の号にちなんだ名前の意閑堤（いかんつつみ）がある。大橋の南詰に生身天満宮神輿渡御の御旅所があり、町の守護神である稲荷神社が今も祀られている。町の両端になる園部大橋詰と新町詰には、それぞれ番小屋を設け城下への出入り口を監視していた。

### 運上
料理旅館の石川楼（園部町上本町）はかつて楽志亭と呼ばれ、代々の園部城主たちが舟遊びをしていた場所である。園部大橋の上流、園部川と半田川が合流する地点の川岸は「運上（うんじょう）」と呼ばれ、舟運の積出地であった。運上にあった汲水口から取り入れた水は城下町の道の両側を流れ、町の隅々まで潤す役目を担っていた。運上と大橋下の石堰との間は禁魚区になっており、藩主をはじめ御殿女中に至るまで遊興に供じたとされている。